# Delta Radio (Niederlande)
Delta Radio ist der Name eines nicht realisierten Hörfunkprojekts im Langwellenbereich in den Niederlanden. 
Delta Radio plante von den Niederlanden aus auf der Langwellenfrequenz 171 kHz in Richtung Großbritannien zu senden. Hierfür sollte entweder auf dem Areal der Küstenfunkstelle Radio Kootwijk oder in der Nordsee eine entsprechende Sendeanlage errichtet werden, deren Sendemasten – je nach Plan – 412 Meter hoch werden sollten. Als Sendeleistung waren bis zu 10 Megawatt geplant. Damit wäre der Sender von Delta Radio der leistungsfähigste Rundfunksender der Erde geworden.
Wegen zahlreicher Proteste von Umweltschützern wurden die Pläne Mitte 2004 für den Hochleistungslangwellensender eingestellt. Allerdings wäre eine Realisierung durch einen anderen Betreiber in Zukunft immer noch prinzipiell möglich.